# Kalaga
Kalagas (birmanisch ကန့်လန့်ကာ) sind kunstvoll bestickte Wandteppiche aus Myanmar (Birma), in deren traditioneller Herstellung Seide, Flanell, Wolle, Filz und Spitze auf einen Hintergrund aus Baumwolle und Samt aufgebracht werden. Heute werden für Kalagas auch Kunstfasern verwendet.

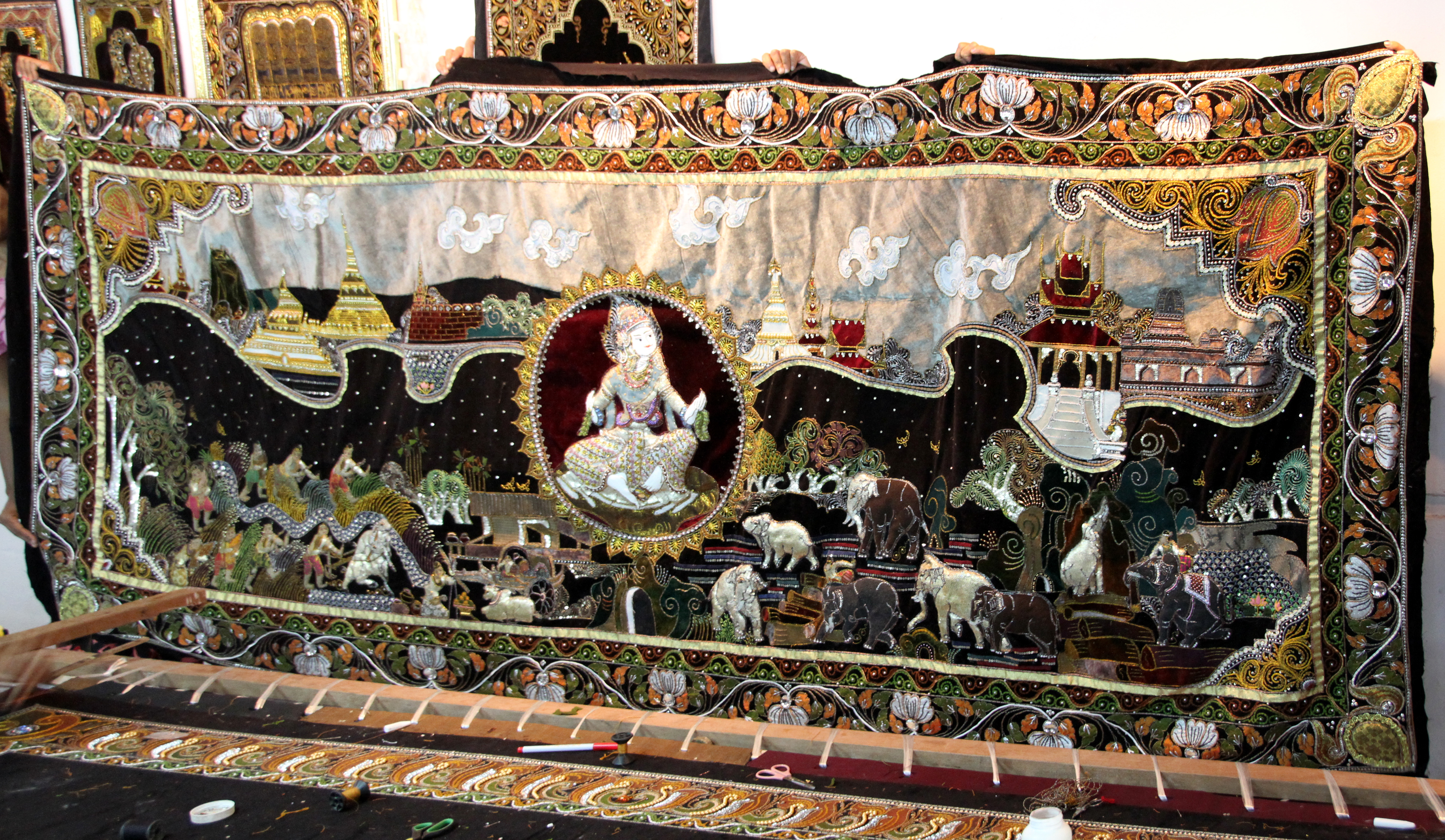
Wandteppich aus der Werkstatt von U Sein Myint

Das Wort „kalaga“ stammt aus dem Birmanischen und bedeutet so viel wie Vorhang. Die Birmanen selbst nennen solche Wandteppiche jedoch „shwe gyi do“ (ရွှေချည်ထိုး; wörtlich: „Goldfaden-Stickerei“), ähnlich der verwendeten Nähtechnik, die „shwe gyi“ (ရွှေချည်) genannt wird.
Die Mitte des 19. Jahrhunderts in der Konbaung-Dynastie entstandene Kunstform erreichte ihren Höhepunkt während der Regentschaft vom Mindon Min, als am Königshof Samt ein beliebter Stoff war.
Die Motive der Kalagas sind meist Szenen des klassischen burmesischen Theaters, beispielsweise des hinduistischen Ramayana und der buddhistischen Jātakas. Die unterfütterten Figuren heben sich deutlich aus dem meist roten oder schwarzen Hintergrund hervor, auf dem sie aus den verschiedenen Stoffen zusammengenäht sind. Die Figuren selbst sind dabei mit einer Kombination von metallischem und einfachem Zwirn genäht und mit Pailletten, Perlen und gläsernen Steinen verziert.